# Le Plan
Plan – miejscowość i gmina we Francji, w regionie Oksytania, w departamencie Górna Garonna.
Według danych z 1990 r. gminę zamieszkiwało 300 osób, a gęstość zaludnienia wynosiła 37 osób/km² (wśród 3020 gmin regionu Midi-Pireneje Plan plasuje się na 767. miejscu pod względem liczby ludności, natomiast pod względem powierzchni na miejscu 1238.).